# Еме
Еме (фр. Eymet) насеље је и општина у југозападној Француској у региону Аквитанија, у департману Дордоња која припада префектури Бержерак.
По подацима из 2011. године у општини је живело 2593 становника, а густина насељености је износила 82,98 становника/km². Општина се простире на површини од 31,25 km². Налази се на средњој надморској висини од 54 метара (максималној 133 m, а минималној 41 m).

## Демографија
| 1962. | 1968. | 1975. | 1982. | 1990. | 1999. | 2011. |
| ----- | ----- | ----- | ----- | ----- | ----- | ----- |
| 2.780 | 3.034 | 2.927 | 2.880 | 2.769 | 2.552 | 2.593 |

График промене броја становника у току последњих година